# تل کوناره
تل کوناره (انگلیسی: Tell Kunara) یک تَلّ یا محوطه باستانی در نزدیکی سلیمانیه در منطقه کردستان عراق است. این محوطه در کنار رودخانه رود تنجیرو قرار دارد و از دوره مس‌سنگی تا اوایل هزاره دوم پیش از میلاد مسکون بوده است.

## تاریخچه
این محوطه در دوره‌های امپراتوری اکد، اور و ایسین-لارسا مسکون بوده است. کاوشگران حدس می‌زنند که این شهر با ساختمان‌های بزرگ خود، پایتخت دولت لولوبی (قوم) بوده است. در ابتدا سه سطح کاوش تعریف شد (سطوح ۱ و ۲ با روش رادیوکربن تاریخ‌گذاری شده‌اند):
- سطح ۱ – عصر برنز میانه (۲۰۰۰–۱۹۰۰ پ. م) (در منطقه C)
- سطح ۲ – پایان عصر برنز اولیه (۲۲۰۰–۲۰۰۰ پ. م) (در مناطق B و E)
- سطح ۳ – عصر برنز اولیه (۲۳۵۰–۲۲۰۰ پ. م) (در مناطق A و D)

شواهد کتیبه‌ای نشان می‌دهد که این شهر یک انسی (حاکم) داشته است، اما تحت چه شرایطی در حال حاضر مشخص نیست. یک سوکال (واژه سومری) (مقام بلندپایه) نیز در این شهر حضور داشته است.

## باستان‌شناسی

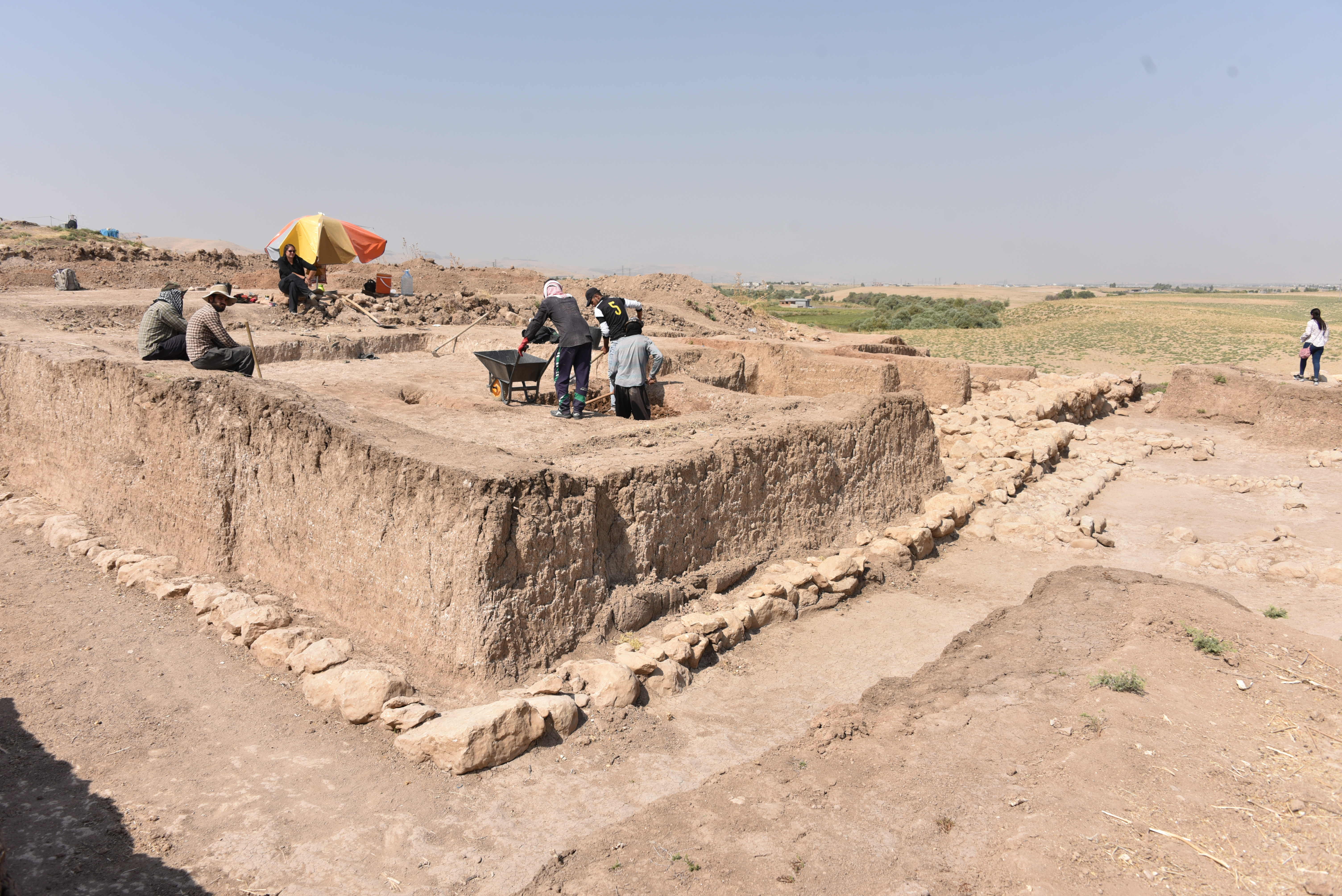
کاوش‌های فرانسوی در تل کوناره. اکدی-لولوبی، ۲۳۰۰–۲۰۰۰ پیش از میلاد. استان سلیمانیه، جمهوری عراق، ۳ اکتبر ۲۰۱۹

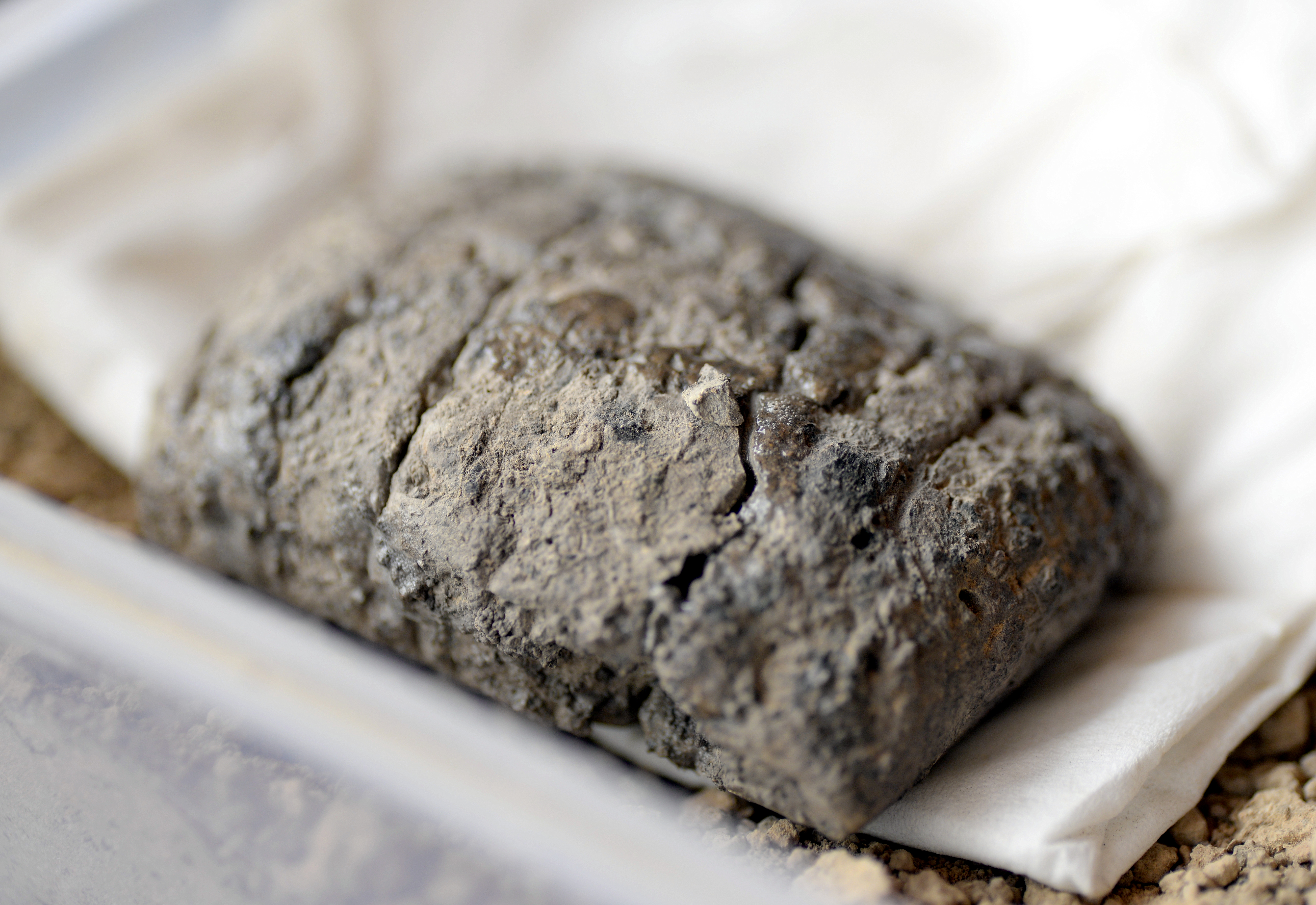
لوح گلی، تازه حفاری‌شده، پوشیده‌شده با گل برای محافظت. از تل کوناره، سلیمانیه، عراق. اکدی-لولوبی، ۲۳۰۰–۲۰۰۰ پیش از میلاد. اکنون در موزه سلیمانیه، عراق

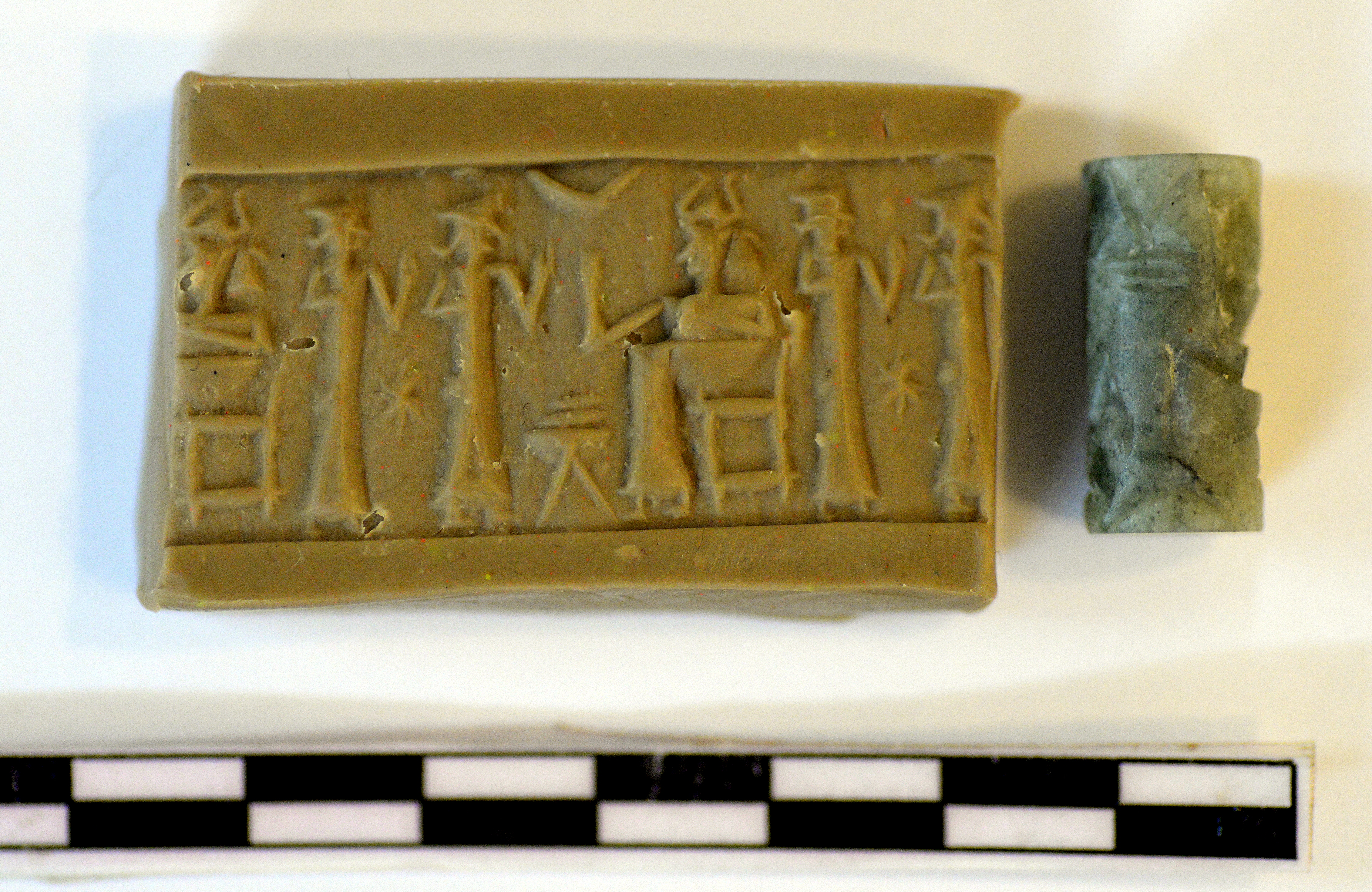
مهر استوانه‌ای اکدی، اواخر هزاره سوم پیش از میلاد. از تل کوناره، دره تنجرو، سلیمانیه، عراق. موزه سلیمانیه

تل کوناره از دو تپه بیضی‌شکل تشکیل شده است؛ تپه غربی بلندتر از تپه شرقی است و یک جاده مدرن این دو را از هم جدا می‌کند. تپه غربی به عنوان شهر بالایی (منطقه کاوش A) و تپه شرقی به عنوان شهر پایینی (مناطق کاوش B, C، D و E) شناخته می‌شوند. به‌طور کلی، این محوطه حدود ۶۰۰ متر در ۴۰۰ متر یا حدود ۱۰ هکتار وسعت دارد. این محوطه برای اولین بار در سال ۱۹۴۳ مورد بازدید قرار گرفت، زمانی که صبری شکری از اداره کل آثار باستانی عراق در بغداد یک بررسی انجام داد و گزارشی به تاریخ ۱۰ نوامبر ۱۹۴۳ صادر کرد.
این محوطه در سال ۲۰۱۱ به عنوان بخشی از یک بررسی بزرگ‌تر توسط C. Kepinski مورد مطالعه قرار گرفت. یک بررسی ژئومغناطیسی در تل کوناره نشانه‌هایی از یک ساختمان بزرگ (۶۰ متر در ۳۰ متر) در شهر پایینی نشان داد. از آن زمان، این محوطه در نه فصل از سال ۲۰۱۲ توسط تیمی از مرکز ملی پژوهش‌های علمی فرانسه به سرپرستی کریستین کپینسکی و آلین تینو کاوش شده است. از سال ۲۰۱۲، کاوش‌ها عمدتاً بر روی شهر پایینی متمرکز بوده است.
در سال ۲۰۱۵، چندین لوح خط میخی به ابعاد ۱۰ سانتی‌متر در ۱۰ سانتی‌متر در منطقه C یافت شد (بیشتر مربوط به آرد)، و ۷۰ لوح و قطعه دیگر در سال ۲۰۱۷، و گروه دیگری در سال ۲۰۱۸ در منطقه E (بیشتر مربوط به غلات) کشف شد که مجموع آن‌ها به حدود ۱۰۰ عدد می‌رسد. مقادیر حجمی در نوع جدیدی از گور (GUR of Šubartu) که قبلاً شناخته نشده بود، ذکر شده‌اند، برخلاف گور امپراتوری اکد که انتظار می‌رفت.
فصل ۲۰۱۸ شامل یک جلسه مطالعه بر روی لوح‌ها و قطعات لوح کشف‌شده در سال ۲۰۱۷ بود. سپس کاوش‌ها در مناطق B, C و E ادامه یافت. کار در سال ۲۰۱۹ با یک مأموریت مطالعه و سپس کاوش از ۱۴ سپتامبر تا ۱۳ اکتبر در مناطق B, C و E ادامه یافت.
- منطقه A – در تپه بالایی. در این منطقه، یک بنای یادمانی کشف شد که دیواری به عرض ۲٫۶ متر داشت و بر روی پی‌ای سنگی بسیار بزرگ ساخته شده بود. دیوارها از «لایه‌هایی از خشت‌های مستطیلی، با بتومین رقیق شده محافظت شده و با ملات حاوی استخوان خرد شده پیوند خورده، که با حدود ۰٫۶۰ متر خاک کوبیده متناوب شده‌اند» تشکیل شده بود. این بنا بر روی سازه‌ای قدیمی‌تر با نقشه مشابه قرار داشت و در جلوی آن حیاطی به مساحت ۱۰۰ متر مربع وجود داشت که یک لوله تراکوتا به طول ۱۰ متر برای زه‌کشی در آن تعبیه شده بود. بخش فوقانی تپه ابتدا با لایه‌ای چند متری از ماسه صاف و مهر و موم شده بود. یافته‌های کوچک شامل یک آویز مفرغی بود.[۱]
- منطقه B – در شهر پایینی، برای بررسی ساختمان یادمانی (ساختمان B.712) که در بررسی‌های اولیه شناسایی شده بود. در لایه ۱، بنایی ساده و ضعیف‌الحفاظ یافت شد. در لایه ۲، ساختمان یادمانی مورد انتظار ظاهر شد. پی این دیوارها به ضخامت ۱٫۶ متر از سنگ‌های عظیم با نمای سنگی ساخته شده بود. مشخص شد که این بنا در واقع چهار ساختمان به هم پیوسته در طرحی قائم‌الزاویه است که با مسیرهایی سنگ‌ریزه‌ای به هم متصل شده‌اند. بقایای لایه ۳ دیوارهایی بزرگ با جهت‌گیری کاملاً متفاوت داشت. یافته‌های کوچک شامل سنجاق‌های مفرغی، مهره‌ها، قالب‌هایی برای ریخته‌گری تیغه‌های مفرغی، ابزارهای سنگی، و یک مهر استوانه‌ای سنگی سبز کم‌رنگ از دوره اکدی با کنده‌کاری ظریف بود.[۱]
- منطقه C – کاوشی گسترده اما کم‌عمق در لبه بیرونی محوطه. قطعات سفال دوره عصر آهن در سطح زمین یافت شد و تاریخ‌گذاری رادیوکربنی مواد به حدود ۱۱۱۰–۹۰۹ پ. م بازمی‌گردد. در جنوب، بقایای لایه ۱ پراکنده است اما به نظر می‌رسد با تولید مواد غذایی مرتبط باشد. در لایه‌های ۲ و ۳ بخش‌هایی از یک ساختمان یادمانی با دیوارهایی به ضخامت ۱٫۴ متر آشکار شد. در کف پایینی بسیاری از کوزه‌های ذخیره‌سازی یافت شد. شماری لوح خط میخی تکه‌تکه نیز به دست آمد.[۲][۳]
- منطقه D – چند ترانشه باریک در شیب شهر پایینی به منظور یافتن دیوار دفاعی و بررسی رابطه آن با شهر بالایی. یافته‌های کوچک در این منطقه شامل مهره‌ها، قطعه‌ای از ابسیدین، و سری پیکانی سنگی از نوع اکدی بود.[۲]
- منطقه E – در بخش شمالی شهر پایینی. فقط یک لایه سکونت دارد. یک ساختمان یادمانی (که در جریان ساخت جاده مدرن آسیب دیده و احتمالاً دیگر ساختمان‌ها از بین رفته‌اند) و یک خانه کوچک در این منطقه کشف شد. ساختمان یادمانی دارای دیوارهایی به طول حداقل ۲۰ متر و با پی‌سنگی بود. خانه حدود ۳۶ متر مربع وسعت و سه اتاق داشت. بزرگ‌ترین اتاق حدود ۱۵ متر مربع بود. در این منطقه چندین لوح خط میخی کشف شد.[۳]

## عکس‌هایی از کاوش‌ها

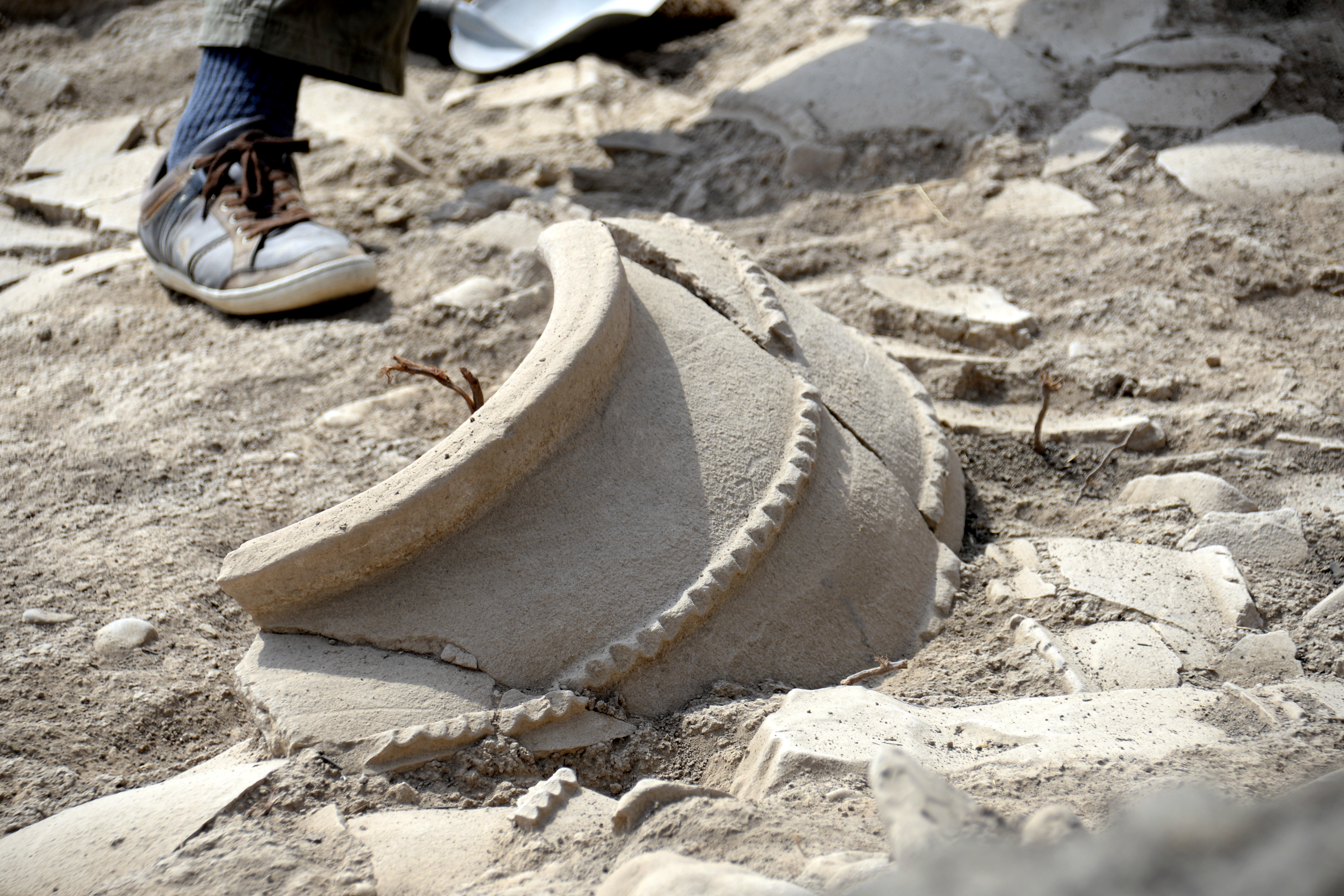
کاوش‌های فرانسوی در تل کوناره، ۲۳۰۰–۲۰۰۰ پ.م، اکتبر ۲۰۱۵
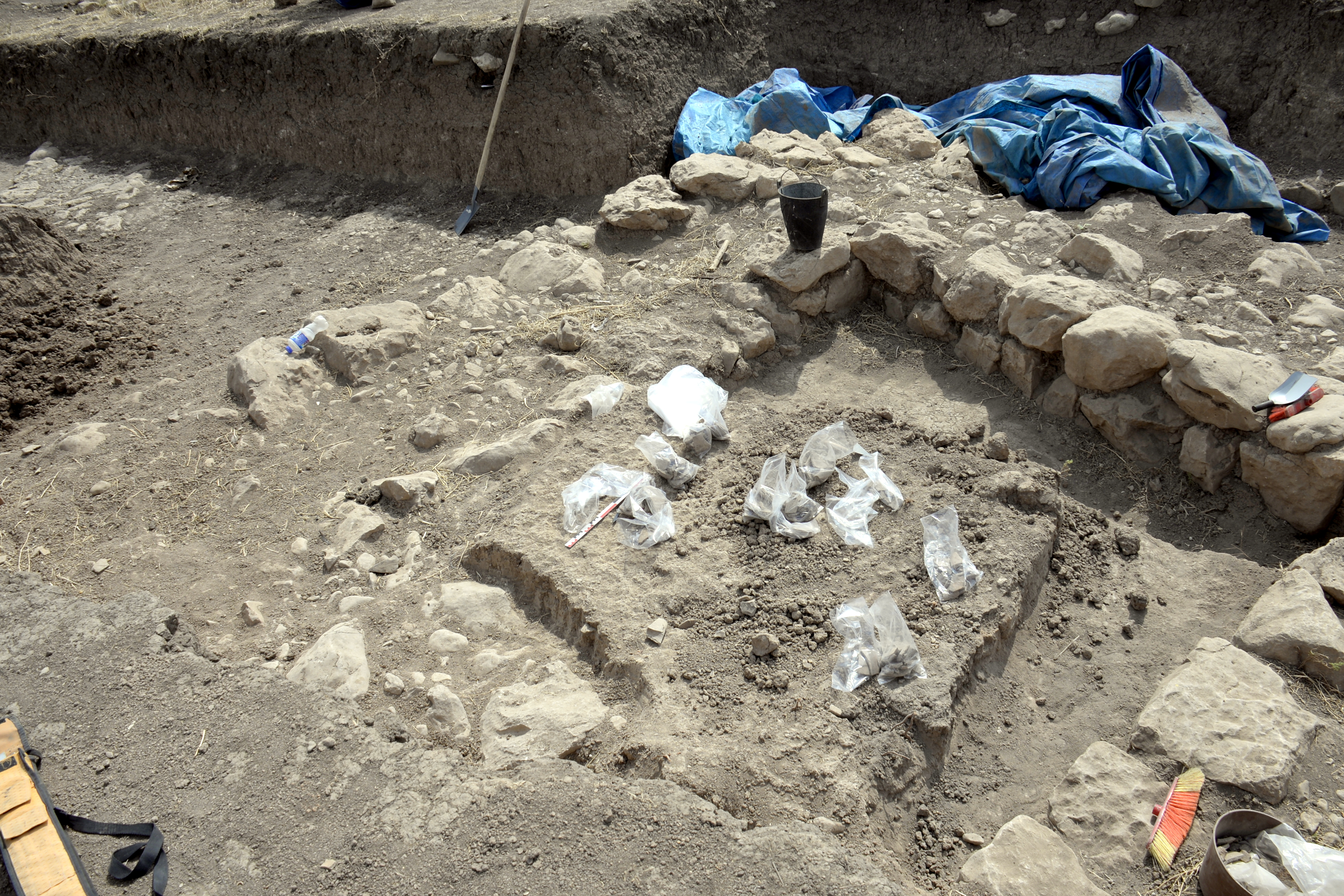
کاوش‌های فرانسوی در تل کوناره، ۲۳۰۰–۲۰۰۰ پ.م، اکتبر ۲۰۱۵
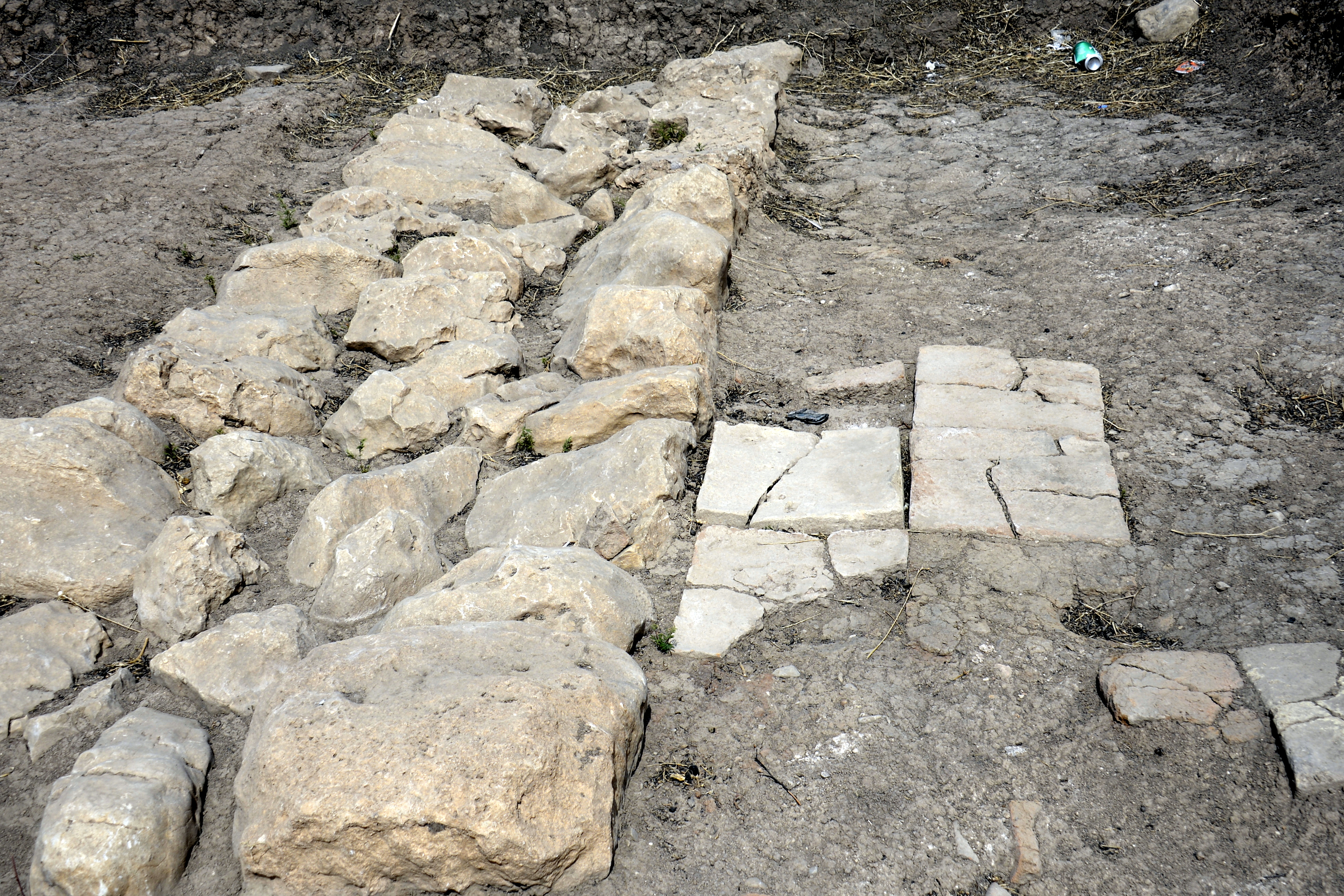
دیوار. کاوش‌های تل کوناره، ۲۳۰۰–۲۰۰۰ پ.م
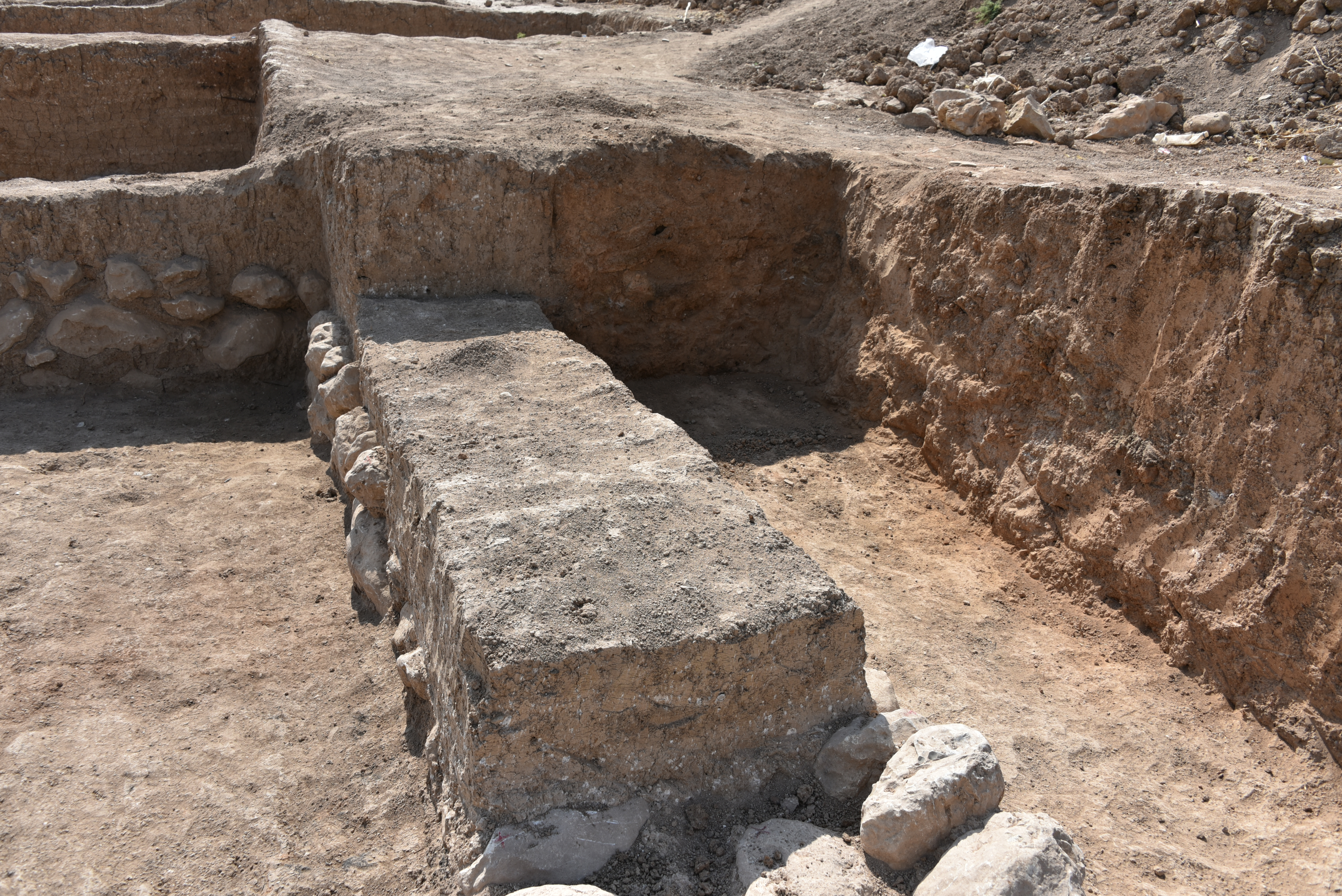
کاوش‌ها در تل کوناره. ۲۳۰۰–۲۰۰۰ پ.م، ۳ اکتبر ۲۰۱۹
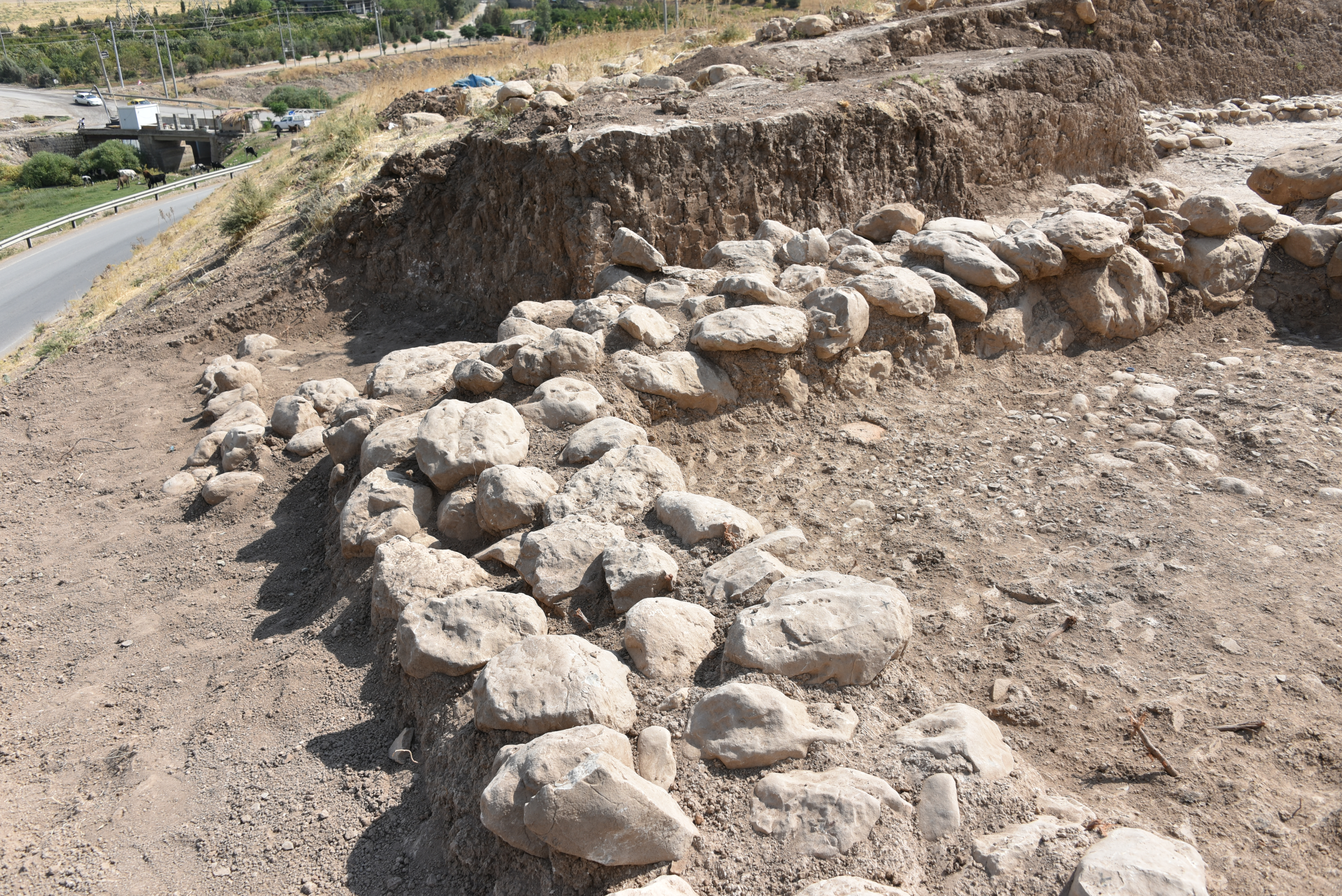
کاوش‌ها در تل کوناره. ۲۳۰۰–۲۰۰۰ پ.م، ۳ اکتبر ۲۰۱۹
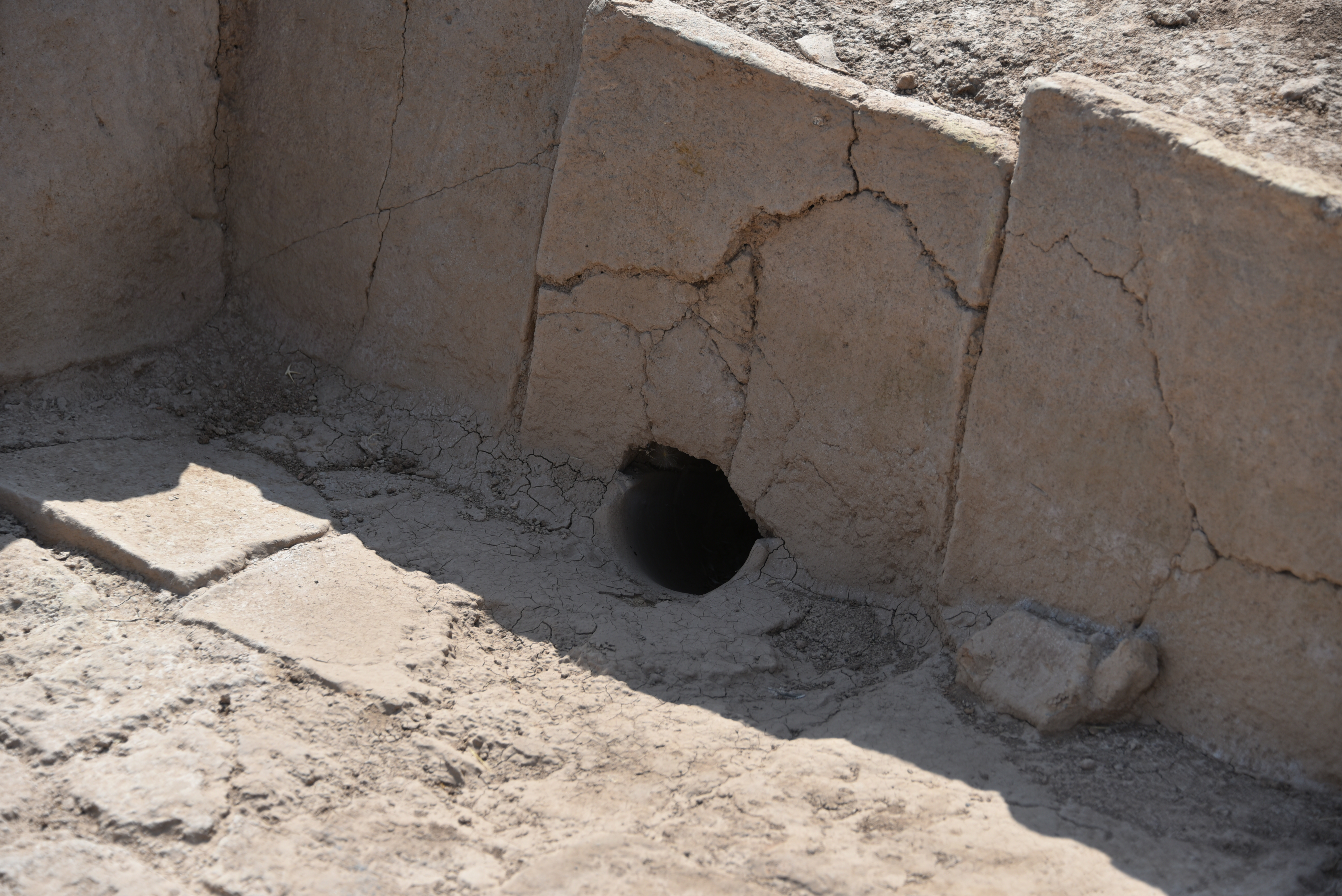
سامانه زه‌کشی. کاوش‌ها در تل کوناره. ۲۳۰۰–۲۰۰۰ پ.م، ۳ اکتبر ۲۰۱۹
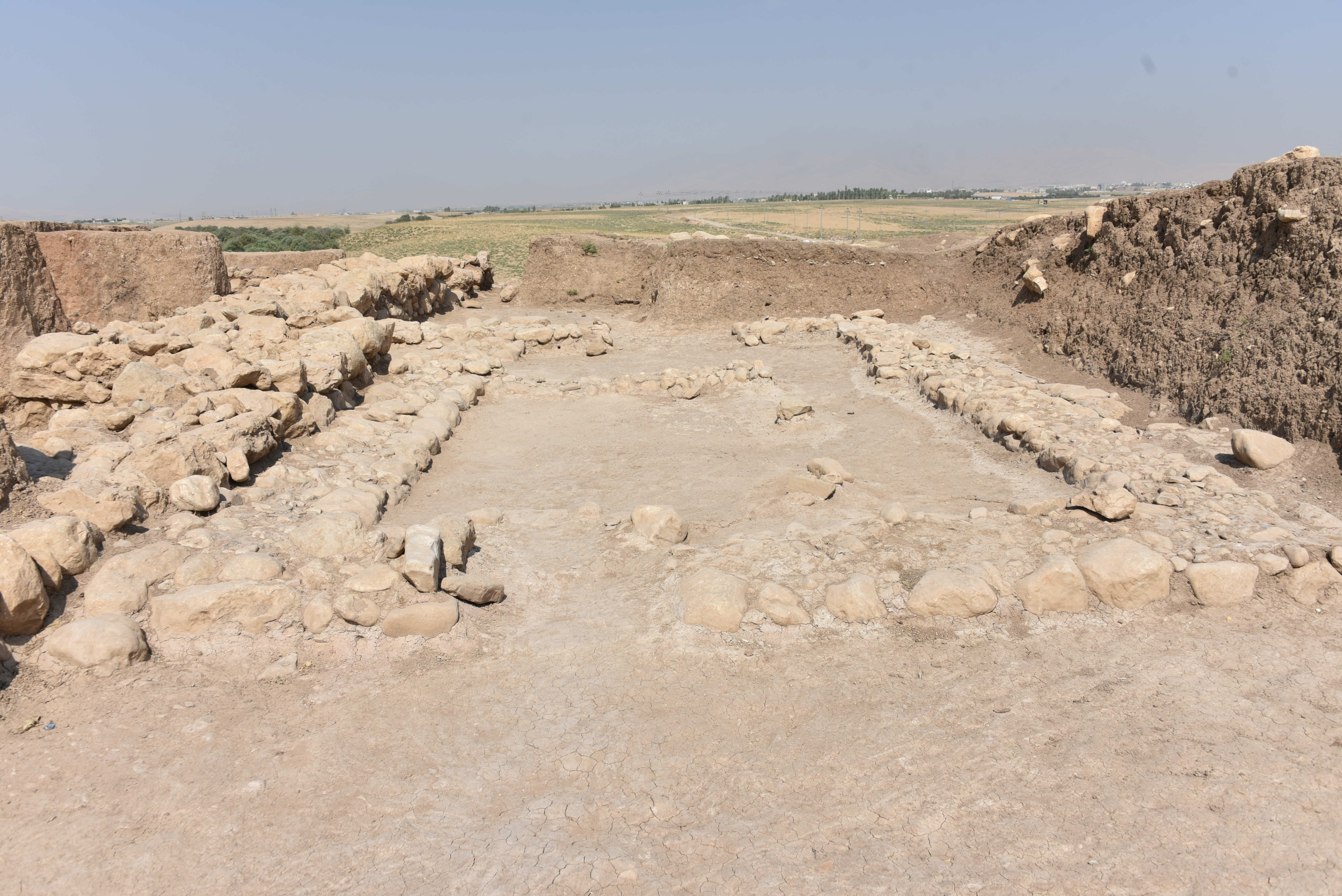
دیوارهای پی‌گذاری. کاوش‌ها در تل کوناره. ۲۳۰۰–۲۰۰۰ پ.م، ۳ اکتبر ۲۰۱۹
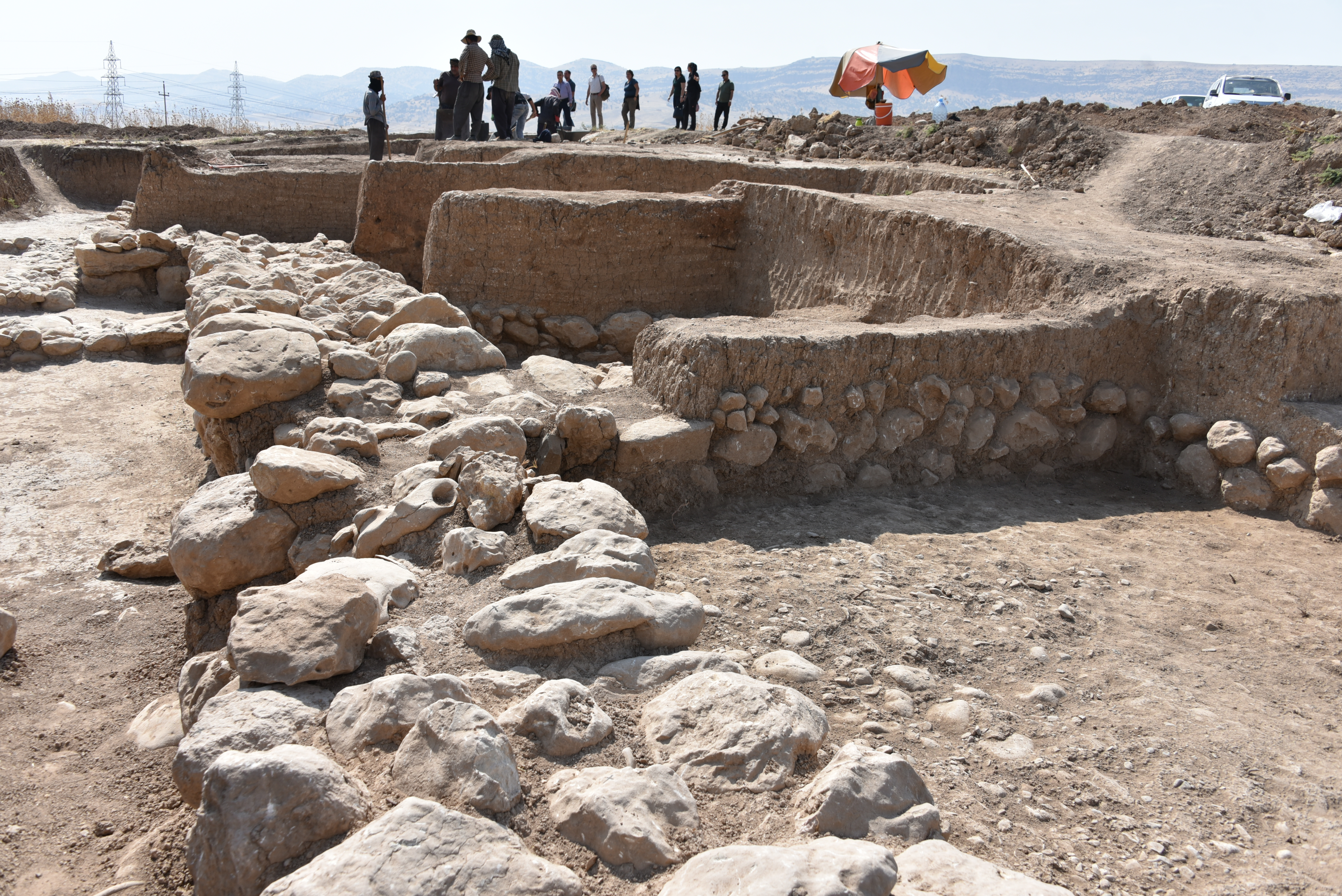
کاوش‌های فرانسوی در تل کوناره. ۲۳۰۰–۲۰۰۰ پ.م، ۳ اکتبر ۲۰۱۹
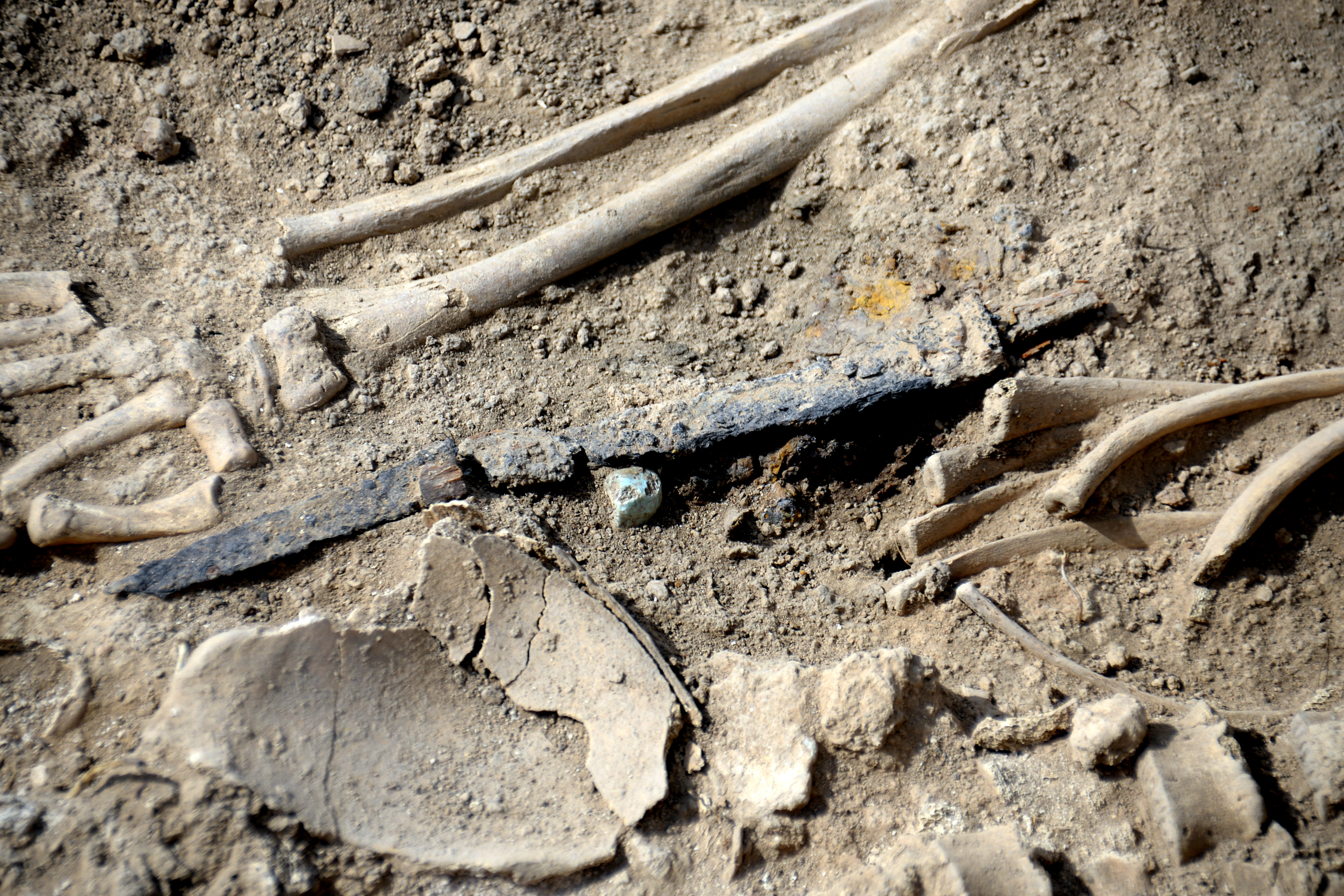
یک خنجر، قطعه‌ای فیروزه و یک اسکلت. کاوش‌ها در تل کوناره، ۲۳۰۰–۲۰۰۰ پ.م
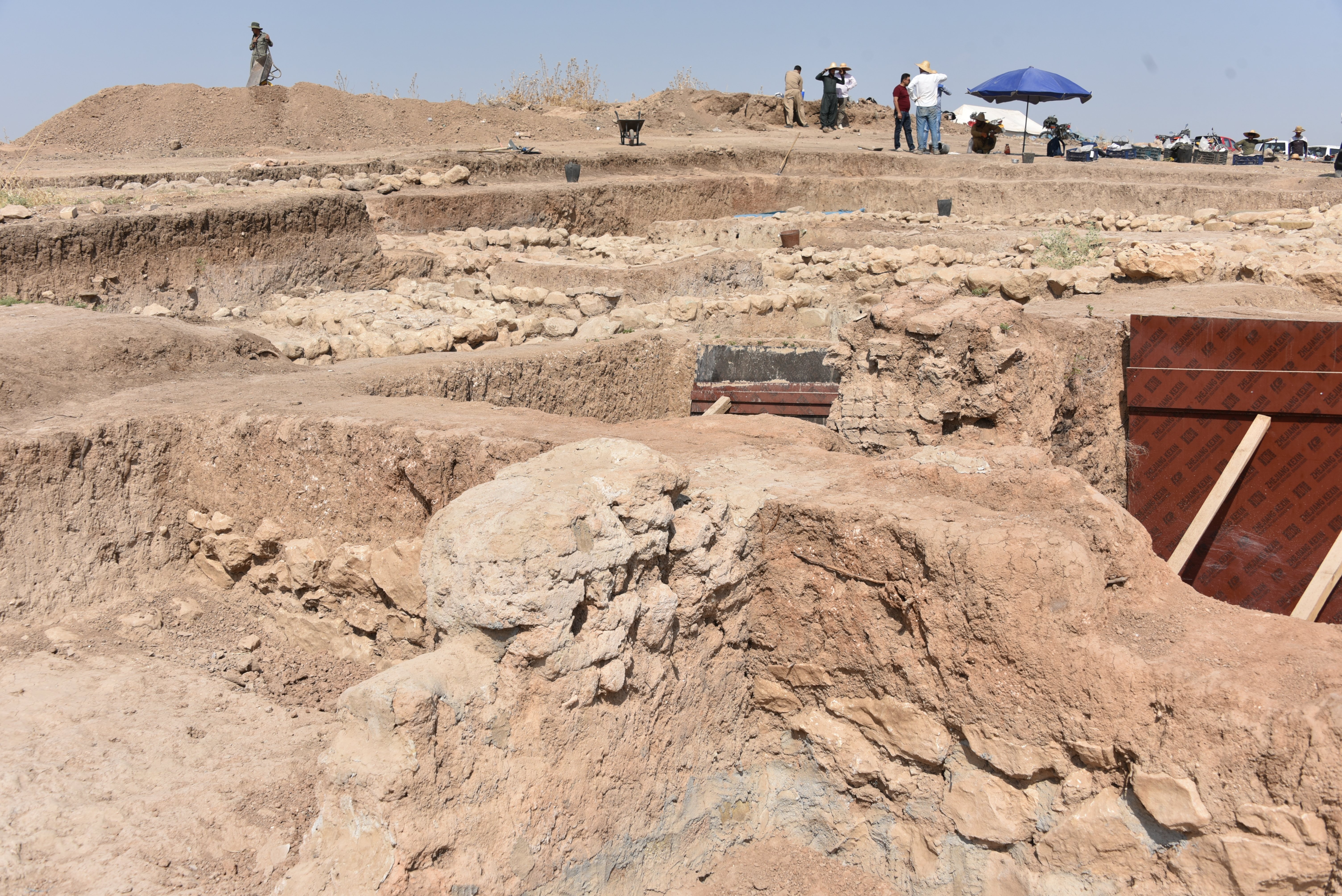
کاوش‌ها در تل کوناره. ۲۳۰۰–۲۰۰۰ پ.م، ۳ اکتبر ۲۰۱۹